# Secondtunez
Secondtunez var en svensk musikgrupp som bildades 2006 av Johannes Gustafsson och Alexander Lager från Varberg[källa behövs].
Secondtunez började göra dancemusik, som senare gick över till hands up. 2007 skrev de låten "Sommaren är här igen" som också blev deras genombrott. Secondtunez skrev på för Warner Music Danmark i maj 2007[källa behövs].
Warner Music släppte låten och två månader senare låg den sexa på den officiella topplistan och trea på Radio listan i Danmark. Den första spelning gjordes inför 25 000 personer på Radio Abc Beach Party. Senare släpptes singeln "Jag går i säng med min lärare och Du & Jag"[källa behövs]. 
2009 skrev bandet på för Aqualoop Records i Tyskland. 2009 släppte de låten "Summer" som hamnade på 46:e plats på Topplistan i Tyskland[källa behövs].
Secondtunez har gjort cirka 120 spelningar under sina tre år i branschen[källa behövs].
Numera producerar Secondtunez House under namnet Qulinez[källa behövs].